# Longfossé
Longfossé é uma comuna francesa na região administrativa de Altos da França, no departamento de Pas-de-Calais. Estende-se por uma área de 10,22 km². Em 2010 a comuna tinha 1 487 habitantes (densidade: 145,5 hab./km²).